# Mog
Mog was een Britse komische televisieserie die uitgezonden werd door ITV van 26 mei 1985 tot en met 16 augustus 1986. De serie is gebaseerd op de gelijknamige roman uit 1970 van Peter Tinniswood. Er werden twee seizoenen ofwel 13 afleveringen geproduceerd.

## Verhaal
Mog is een inbreker die op de vlucht is voor de politie en zijn toevlucht zoekt in een psychiatrische instelling waar hij krankzinnigheid veinst.

## Rolverdeling
| Acteur               | Personage         |
| -------------------- | ----------------- |
| Enn Reitel           | Mog               |
| Tim Wylton           | F.K. Henderson    |
| Catherine Schell     | Mrs. Mortenson    |
| Christopher Villiers | Oliver            |
| Alan Shearman        | Captain Greenaway |
| Malcolm Frederick    | Earl              |
| Toni Palmer          | Mrs. Williams     |
| Abigail Cruttenden   | Miranda           |

## Afleveringen

### Seizoen 1
1. A Suitable Case for Treatment
2. Within These Walls
3. A Night Out
4. A Blow for Sanity
5. Mad Dogs and Englishmen
6. Unrepeatable Offers

### Seizoen 2
1. Remembrance of Things Past
2. Outward Bound
3. Food for Thought
4. A Fate Worse Than Death
5. You Can't Always Get What You Want
6. One Flew Over the Cuckoo's Nest
7. It Happened One Night